# 淡黑野鯪
淡黑野鯪，為輻鰭魚綱鯉形目鯉科野鯪屬的其中一個種。該物種主要分布於亞洲巴基斯坦，為特有種，體長可達35公分，可做為食用魚。

## 扩展阅读
維基物種上的相關：淡黑野鯪